# Доз, Джеймс Уильям
Джеймс Уильям Доз (англ. James William Dawes; 8 января 1844 — 8 октября 1918) — американский политик, 5-й губернатор Небраски.

## Биография
Джеймс Доз родился в городе Макконнелсвилл, Огайо, в семье доктора Эдварда Доза и Кэролайн Дана. Он является внуком Уильяма Доза, двоюродным братом Руфуса Доза и двоюродным племянником Чарлза Дауэса. Доз учился в академии Западного резервного района в Огайо и в коммерческом колледже Милуоки. Он изучал право в юридической фирме своего двоюродного брата и в 1871 году был принят в коллегию адвокатов.
После переезда в Крит, Небраска, Доз занимался торговлей, а также открыл частную юридическую практику. В 1875 году он был делегатом конституционного конвента Небраски, в 1877 году — сенатором штата, а в 1876—1882 годах — председателем центрального комитета Республиканской партии штата. В 1880 году Доз был делегатом национального съезда Республиканской партии, а также четыре срока был членом Национального комитета Республиканской партии от Небраски.
В ноябре 1882 года Доз был избран губернатором Небраски, а в 1884 году — переизбран на второй срок. Во время его пребывания в должности был достигнут прогресс в образовании, увеличено производство сельскохозяйственной продукции, а также выросло промышленное производство.
Доз покинул пост губернатора 6 января 1887 года и ушёл из политики. В 1898—1909 годах он занимал должность казначея армии США, работая на Кубе и Филиппинах. Доз также на протяжении 37 лет был членом совета попечителей Doane College в Крите.
В 1871 году Доз женился на своей двоюродной сестре Фрэнсис Энн Доз.
Джеймс Доз умер 8 октября 1918 года в Милуоки и был похоронен на кладбище Forest Home Cemetery. В его честь был назван округ Доз.